# Радеберг
Радеберг (на немски: Radeberg) е град в Германия, разположен в окръг Бауцен, провинция Саксония. Към 31 декември 2011 година населението на града е 18 374 души.